# ثانوية الفنون
ثانوية الفنون (بالإنجليزية: Groove High) هو مسلسل تلفزيوني كوميدي موسيقي بريطاني المراهقين واليافعين، جرى بث الموسم الأول مرة الذي احتوى على 26 حلقة على قناة ديزني في الفترة من نوفمبر 2012 إلى مارس 2013.
أنشئت السلسلة من طرف "فريديريك بوش" و"فيرجيل ترولوت" وهي مزيج من المشاهد الواقعية والرسوم المتحركة، حيث ترتكز السلسلة على تجول نجمي موسيقى البوب الروك "توم" الذي يلعب دوره الممثل جوناثان بيلي و"زوي" الذي تلعب دوره الممثلة سامانثا باركس. والذين يتذكرون وقتهم في المدرسة الثانوية للفنون المسرحية غروفي هاي.
دبلجت السلسلة إلى اللغة العربية الفصحى وعرض على قناة إم بي سي 1.

## مقدمة
يدمج العمل بين الواقع والرسوم المتحركة؛ فيبدأ العرض بتمثيل واقعي يجسده "توم" و"زوي" نجما الروك المتجولان رفقة فرقتهم. بين العروض يحب الاثنان تذكر الأيام الخوالي الجميلة في مدرستهم الثانوية غروف هاي. كما يتذكران مفاتيح الأحداث الذي يقدمها العرض كذكريات استرجاع فني. عادةً، يتم تشويه ذكرياتهم قليلاً أو يبالغُ فيها، وتوم وزوي في مشاهد تمثيلهم الواقعي في كثير من الأحيان يقطعون مشاهد الإسترجاع الفني لاختلافهم حول كيفية حدوث ذلك الحدث في الحقيقة.

## الإنتاج
كان العمل إنتاجا مشتركا بين شركات الرسوم المتحركة الفرنسية «بلانيت نيمو» و«نيكسوس فاكتوري» وشركة الإنتاج الإيرلندية «تيليغُل». بدأ العمل على التسجيل الصوتي قسم الرسوم المتحركة من العمل في أبريل 2010، مع الفروغ من تصوير مشاهد اللايف أكشن في تيليغيل للإنتاج في إيرلندا، أكتوبر 2011.
كتبت ولحنت وسجلت الموسيقى التصويرية بما فيها شارة البداية والنهاية من قبل الملحنين البلجيكيين إريك رانورت ومارجا سوبونين، ثم غناها الكوميديين جوناثان بيلي وسامانثا باركس.
خلال مرحلة ما بعد الإنتاج فازت الممثلة الرئيسية سامانثا باركس بدور إبونين في النسخة السينمائية البؤساء.

## طاقم العمل

### البطولة
- جوناثان بيلي - توم ماسون
- سامانثا باركس - زوي ماير

### الأدوار الثانوية
- باز تروبوتوري - راسموس هارديكر
- فيك بينسون - جولز دي جونغ
- لينا ميشيل فويوت - ريبيكة ستاتون
- ليكس تارتلتوب - راسموس هارديكر
- ساشا تارتلتوب - راسموس هارديكر
- كوكو كلرينغتون - بيث تشالمرز
- دوك كينكايد - روبرت ديغاس
- آنسة سينغلتون - بيث تشالمرز
- دكتور خان - روبرت ديغاس
- سكوت (سحلية زوي) - ديفيد فريدمان

## الحلقات
| 1 | 26 | 10 نوفمبر 2012 |

## البث
بث المسلسل على قناة ديزني في المملكة المتحدة، فرنسا، البرتغال،  إيطاليا، إسبانيا، أستراليا، ونيوزيلندا. كما بث أيضًا على كنال+ في بولندا، نيكلوديون في بنلوكس وإسكندنافيا، نوقا في إسرائيل، بوبليك برودكاستنغ سيرفيس في مالطا، تي جي 4 في أيرلندا،  تيليفيزا في أمريكا الجنوبية، أوليسراديو في فلندا، تي في موند في فرنسا، وإي جونيور في الإمارات العربية المتحدة، وإم بي سي 4 في العالم العربي.

## روابط خارجية
- ثانوية الفنون على موقع IMDb (الإنجليزية)
- ثانوية الفنون على موقع كينوبويسك (الروسية)
- ثانوية الفنون على موقع قاعدة بيانات الفيلم (الإنجليزية)